# Luciano Foglietta
Luciano Foglietta (Santa Sofia, 25 novembre 1922 – Forlì, 17 settembre 2015) è stato un giornalista e scrittore italiano Decano dei giornalisti romagnoli, ha scritto più di trenta opere tra saggistica, romanzi e storia locale.

## Biografia
Luciano Foglietta trascorre gli anni della sua infanzia a Santa Sofia, sotto il regime fascista. Durante la seconda guerra mondiale viene prelevato dai tedeschi e deportato in diversi lager. Un'esperienza raccontata nel 1961 nel suo libro Stalag IV B.
Inizia la sua carriera giornalistica come corrispondente da Santa Sofia per Il Resto del Carlino, diventando giornalista nel 1955. Dallo stesso anno iniza a collaborare con la redazione diocesana di Sansepolcro del settimanale "La Voce". Nel 1968 fu assunto dall'allora direttore Giovanni Spadolini nella redazione di Forlì. Successivamente gli fu affidata l'apertura della cronaca di Cesena, rimanendo alla direzione di quella redazione fino alla pensione, nel 1989. Con Enzo Biagi collaborò al programma Rai Terza B. Facciamo l'appello, in cui si rintracciavano compagni di scuola di personaggi famosi. Trascorse la sua vecchiaia a Santa Sofia, recensendo libri per diverse riviste e partecipando agli eventi culturali del luogo.
Ricoverato all'ospedale Morgagni-Pierantoni di Forlì, morì nella notte del 17 settembre 2015 a 92 anni.
Il 15 dicembre 2018 è stata intitolata a suo nome la biblioteca comunale di Santa Sofia.

## Opere
- Una valle per un'anima, Arti Grafiche Zangheri, Rimini 1958
- Stalag IV B, Arti Grafiche Cappelli, 1961
- I matti di Seguno, Cappelli, 1964
- Un paese di frontiera. Il risorgimento nella Romagna-Toscana, 1965
- Gian il contrabbandiere, 1994
- Corniolo (con Paolo Frassineti), 1994
- Il Boccaccio e l'usignolo, 1995
- Spinello, 1995
- Tra bandi e bande (con Boris Lotti),1995
- L'Elvira del caffè, 1996
- Storie di filo spinato (con Davide Argnani), 2009
- Sangue Romagnolo (con Giancarlo Mazzuca), Minerva Editore, Bologna, 2011
- Mussolini e Nenni, amici nemici (con Alberto Mazzuca), prefazione di Arrigo Petacco, Minerva Editore, Bologna, 2015